# 信長の野望・覇王伝
『信長の野望・覇王伝』（のぶながのやぼう・はおうでん）は、1992年12月4日に日本の光栄から発売された歴史シミュレーションゲーム。
同社の『信長の野望シリーズ』第5作目。全国約60ヶ国に存在する大名家の中から1つを選び、全国統一を目指す事を目的としている。基本的なゲームシステムは前作までと同様だが、国取りから城取りに変更された事や対等同盟に加え従属同盟・優位同盟が追加された事などを特徴としている。
開発は光栄が行い、プロデューサーはシブサワ・コウ、音楽は前作『信長の野望・武将風雲録』（1990年）に引き続き菅野よう子が担当している。
PC-9801版が発売された後、さまざまなパソコン機種やスーパーファミコン、メガドライブ、メガCDなどの家庭用ゲーム機にも移植された。シリーズで初めてパワーアップキットが発売された作品であるが、PC-9801版のみでそれ以外の機種では長く発売されなかった（FM TOWNS、メガCD、3DO、PlayStationの各版では、通常版にパワーアップキットの一部が取り入れられている）。2006年には携帯電話ゲームとして配信された。Windows対応では、2013年9月20日発売の『「信長の野望」歴代タイトル全集』収録作品として、初めてパワーアップキット版が収録された。
また、PC-9801版としては初めてハードディスクへのインストールに対応したシリーズ作品でもある。
後に続編となるパソコン用ソフト『信長の野望・天翔記』（1994年）が発売された。

## ゲーム内容

### 基本システム
全国約60ヶ国に存在する大名家の中から1つを選び、全国統一を目指す点はそれまでのシリーズと同じだが、それまでの国取りから城取りに変更された。1つの国には城が複数（2城あるいは3城：機種によっては最大で5城）存在し、本城と支城に分けられる。本城では支城に対して評定を開き命令を下すことができる。城単位となった分、大名数も前作『武将風雲録』（1990年）より多くなっている。また東北地方は前作の出羽が北出羽、南出羽、陸奥が陸奥、陸中に分割されたが、本来の陸中に相当する地域は陸奥に組み込まれ、陸前に相当する地域が陸中となっている。陸前は前作同様、本来の磐城・岩代に相当する地域のまま。それ以外にも知行制や官位を取り入れるなど、前作までのシステムよりもより史実に近付けるさまざまな試みがなされている。ただし1年を12ヶ月に分け、1月ごとにターンが進む点はこれまでと変更はない。
コンピュータの思考が、ニューラルネットワークに従って行われるのを売りにしていた。

### 従属大名システム
本作ではそれまでの対等同盟に加え従属同盟・優位同盟が結べるようになり、優位同盟を結んだ大名は従属させた先に援軍の強要ができるようになった（逆に従属同盟を結んだ場合には従属先に援軍を強要されることとなる）。それだけでなく「武力統一」（全国全ての城を支配下に置くことによる統一）によらずとも「同盟統一」（征夷大将軍となって他大名を全て従属させることによる統一）が可能になった。この従属大名システムは『天翔記』（1994年）から『烈風伝』（1999年）までの3作では消滅するが、『嵐世記』（2001年）以降では復活することになる。ただし『嵐世記』以降では可能な従属統一（他の大名家に従属して、その大名家が前述の「同盟統一」を果たすことによる統一）はできず、コンピュータ担当の従属先大名が条件を満たしてもゲームオーバーと判定されるだけである。
また、従属大名を完全に家臣にすることはできない。普通に攻め落としても、前作同様大名は自害してしまうので、本作では一度大名になった武将は、原則として他大名の家臣にできなくなっている。自害の台詞は織田信長を含めほとんどが汎用だが、松永久秀のみ専用のものが用意されている。
- 「介錯を願おう」（通常）
- 「貴様にこの平蜘蛛を奪われるよりは……」（松永久秀）

### パラメータ
武将の能力パラメータは隠しも含めて「政治」「戦闘」「智謀」「采配」「野望」「義理」「相性」である。「智謀」が本作より新しく登場した（『嵐世記』以降は「知略」に変更）。戦争関係のパラメータは本作では「戦闘」と「采配」に分けられた。「戦闘」は戦争時の攻撃時、兵の訓練時に、「采配」は防御時、兵の雇用時に関わってくる。また、兵士のパラメータは従来の「訓練度」に加え、防御に影響する「士気」が新たに登場し、こちらは部隊を率いる武将の「采配」の高さに左右される。なお、過去の作品にあった「兵忠」は「士気」と入れ替わる形で廃止されている。

### 足軽・雑兵
本作の兵士は従来通りに金銭を支払って登用し、訓練によって強化する事のできる「足軽」と合戦の際に臨時で登用する事のできる「雑兵」が存在する。後者は無償（ただし、足軽と同様に人数分の兵糧は必要）で登用できる反面、訓練度や士気が極端に低く、数合わせの意味合いが強いため、雑兵だけで部隊を編成しても活躍させることはできない。また、前作『武将風雲録』では無制限に兵士の登用が可能であったが、本作では内政パラメータの「貫高」の数値がそのまま、その城で登用できる最大兵数となっているため、より多くの兵士を雇うには開墾で「貫高」を上げなければならない。

### 朝廷・官位の追加とそれによる変化
本作では朝廷に対しても外交工作を行う事が可能となり、それに伴って官位も初めて本格的に登場し、朝廷に献金を重ねることで叙任を受けられるようになった。叙任されるのは大名だが、複数の官位を持っていれば、論功行賞で最高位以外の官位に家臣を叙任させることもできた。この影響で前作『武将風雲録』まででは官職を通称に使った名（受領名、百官名）で登場していた武将が、実名が分かっている武将は実名に変えられ、不明な武将は削除されている。初期の作品では、実名よりも知名度の高い通称が優先されていたが、本作は実名表記への転換点となった。
- 受領名が実名に改められた例
  - 金上遠江守→金上盛備
  - 鳥屋尾石見守→鳥屋尾満栄
- 削除された例
  - 奥山常陸介
  - 笠原美作守
  - 松本図書助（『[嵐世記』で実名の松本氏輔として復活）

なお、既に他の武将が持っている官位を朝廷から得る事はできない。
（例）足利氏が滅亡していないにもかかわらず、他大名が征夷大将軍の位をさずかることは出来ない。

### 論功行賞
本作ではシリーズの他作品と異なり、配下の忠誠度が数値では明示されない。その代わりに配下武将に行動させる際に必要となる「気合」の回復度を忠誠度の目安にすることとなる。武将に命令を繰り返すと勲功が溜まり、そのまま放置しておくと忠誠度が下がる。忠誠度が低くなる、すなわち気合の回復度が下がると、内政などコマンド実行をしても大した働きを見せなくなり、時には離反する。これを防ぐには論功行賞を開き、忠誠度を上げなければならない。
前作『武将風雲録』では家臣への恩賞として茶器が加わったが、本作では知行（領地）の加増その他多様な恩賞を与えることが可能となった。地方知行制（現地領主として土地支配させる）をシミュレートしている。シリーズの他作品においてはシステム上、武将があたかも大名から兵を与えられて戦をしているかのように表現されているものもあるが、本作ではより史実を反映した形となっている。家臣が史実上領有した土地や叙任された官位をゲーム上でも与え、より戦国大名気分に浸ることもできた。
またアイテムも茶器に加え、武器防具や舶来品など、飛躍的に種類が増えている。更に、効果は小さいが、無料で発行できる感状もある。いずれも、勲功に応じて必要量（またはアイテムの等級）は増え、勲功に見合わぬ行賞（つまり、配下が不当と判断する行賞）を行うと忠誠度が下がることとなる。本作から家宝のバリエーションが増え、複数の能力を高められるものも存在する。
それ以外には「一字拝領」を許可する、つまり家臣に大名の一文字を与えることで恩賞とすることもできる。ただし家臣の元の名前が分かりづらくなる欠点もある。また、一部の機種では大名と家臣の組み合わせによっては「『』の字を与えよう」と表示され名前が変わらないのに何故か喜ばれたり（例：「織田信長」が「龍造寺長信」に与える、「長宗我部元親」が「三村元親」に与えるなど）する場合もある。
同じ文字が連続する名前は回避されるようにプログラムが組まれている（例:「武田信玄」が「高坂昌信」に一字与える→「高坂玄信」）。
また前作では軍師の資格を持つ者のうち、最も能力の高いものが自動的に軍師となっていたが、本作では軍師の能力に達する者が2名以上いても自分で選ぶことができる。ただ直接的役割としては論功行賞の際の助言ぐらいしかない。
- 金銭はもっとも手軽だが、忠誠度は上がりにくく、銭の量が不十分な序盤では多用できる手段ではない。
- 知行加増は忠誠度も上がるが、加増した分大名の米収入が減るため、こまめに開墾を行ったり、新たに領地を拡げないと米が不足する場合もある。忠誠度を犠牲に、減封することもできる。
- 知行の転封は、京都に近い土地に移すと忠誠度が上がるが、逆は左遷と解釈され忠誠度が下がる。ただし、加増することで低下を避けることはできる。
- 家宝は忠誠度が大きく上がり、多大な勲功にも報いることができる。
- 拝領は大名の名前を一字与えるもので効果も高いが一度しか使えない。（家臣の仕官先が変わっても）
- 感状は大名の政治が高いほど効果が高く、多く発行できるが、それでも他に比べると低い勲功にしか使えない。
- 家臣に官位叙任を斡旋することができる（下記参照）。これも効果は高い。ただし、すでに官位を持っている家臣にはたとえ上位であっても他の官位を与える事はできず、昇進させるには一旦剥奪しなくてはいけない。
- 家臣の追放などの処罰も論功行賞で行う。さらに、家臣に切腹を命じることも可能になった。しかし、全ての家臣の忠誠度が下がることとなる。また、他の家臣が連座したり、家臣が切腹に応じず逃亡することもある。

大名本人はいくら行動させても勲功が溜まらないことから、ゲームの進行とともに大名のみを使うようにするプレイヤーもいた。また知行地の増えた家臣を最前線の領地に転封し、あえてその国を敵に取らせることで、その家臣の知行地はなくなるが、なぜか家臣からの不満は出ないので、その分与えられる知行が増えるというテクニックも存在した。
一方で知行制は単に金や米を俸禄として与えるシステムより理解しづらい面があり、また論功行賞は家臣団が拡大するほど手間が膨大になる面もあった。そのためかシリーズで知行制の採用がシステムに採り入れられることも『嵐世記』まではなかった。

### 隠居・婚姻
従来の作品では一度、大名になった武将は死亡するか他の大名の傘下になるまで大名の身分のままだったが、本作では一門衆の中から後継者を指名して隠居する事が可能になった。隠居した大名はその後は家臣として仕える事になるが、逆に隠居済みの大名を後継者に指名して隠居する事はできない。婚姻に関しては大名家同士の婚姻の他に一門衆ではない家臣に姫を嫁がせて一門衆に加える事もできる。

### 凸型戦闘ユニット
合戦時には部隊の方向の概念が加わり、多少の兵力差も戦術でカバーできるようになった。攻城戦は基本的に城を攻撃するのみのやや単調なものとなった。凸型ユニットによる戦闘表示は印象的だったが、その後の作品には長らく取り入れられず、『創造』（2013年）において再び採用された。

## シナリオ
- シナリオ1 - 信長出世（1551年）
- シナリオ2 - 天下布武（1568年）
- シナリオ3 - 平安楽土（1582年）

## 他機種版

### 一覧
| No. | タイトル                                | 発売日            | 対応機種                        | 開発元         | 発売元         | メディア                  | 型式       | 備考                                             | 出典          |
| --- | --------------------------------------- | ----------------- | ------------------------------- | -------------- | -------------- | ------------------------- | ---------- | ------------------------------------------------ | ------------- |
| 1   | 信長の野望・覇王伝                      | 1993年4月1日      | FM TOWNS                        | 光栄           | 光栄           | フロッピーディスク        | KN10341040 |                                                  |               |
| 2   | 信長の野望・覇王伝                      | 1993年4月2日      | X68000                          | 光栄           | 光栄           | 5インチフロッピーディスク | KN10341050 |                                                  |               |
| 3   | 信長の野望・覇王伝                      | 1993年12月9日     | スーパーファミコン              | 光栄           | 光栄           | 16メガビットロムカセット  | SHVC-NK    | スーパーファミコンマウス対応                     |               |
| 4   | 信長の野望・覇王伝                      | 1994年2月25日     | メガドライブ                    | 光栄           | 光栄           | 8メガビットロムカセット   | T-76153    | セガマウス対応                                   |               |
| 5   | 信長の野望・覇王伝                      | 1994年3月25日     | メガCD                          | 光栄           | 光栄           | CD-ROM                    | T-76024    | MD版の内容にシナリオ「野望転生（1583年）」が追加 |               |
| 6   | 信長の野望・覇王伝                      | 1994年9月16日     | 3DO                             | 光栄           | 光栄           | CD-ROM                    | -          |                                                  |               |
| 7   | 信長の野望・覇王伝                      | 1995年9月15日     | PlayStation                     | 光栄           | 光栄           | CD-ROM                    | SLPS-00106 |                                                  |               |
| 8   | PlayStation the Best 信長の野望・覇王伝 | 1997年3月28日     | PlayStation                     | 光栄           | 光栄           | CD-ROM                    | SLPS-91022 | 廉価版                                           |               |
| 9   | コーエー定番シリーズ 信長の野望・覇王伝 | 2001年12月6日     | PlayStation                     | コーエー       | コーエー       | CD-ROM                    | SLPM-86992 | 廉価版                                           |               |
| 10  | 信長の野望・覇王伝                      | 2006年3月2日      | BREW対応機種 （EZアプリ）       | コーエー       | コーエー       | ダウンロード              | -          |                                                  | [ 5 ]         |
| 11  | 信長の野望・覇王伝                      | 2006年9月1日      | ボーダフォンライブ! （Vアプリ） | コーエー       | コーエー       | ダウンロード              | -          |                                                  | [ 6 ]         |
| 12  | 信長の野望・覇王伝                      | 2006年12月1日     | FOMA903iシリーズ （iアプリ）    | コーエー       | コーエー       | ダウンロード              | -          |                                                  | [ 7 ] [ 8 ]   |
| 13  | 「信長の野望」歴代タイトル全集          | 2013年9月20日     | Windows XP - 8                  | コーエーテクモ | コーエーテクモ | CD-ROM                    | -          | 初代から『天道』までのセット販売。分売不可。     | [ 9 ]         |
| 14  | シブサワ・コウ アーカイブスパック Vol.6 | INT 2017年6月28日 | Windows 7/8.1/10                | コーエーテクモ | コーエーテクモ | ダウンロード (Steam)      | -          |                                                  | [ 10 ] [ 11 ] |

### 機種による特徴
本作の家庭用移植版は、一部機種ではセーブデータ容量の関係でパソコン版の要素を一部削除したものとなった。スーパーファミコン、メガドライブ、メガCD、携帯電話各版では城の数を約170から約110に縮小され、戦場での部隊のボリュームも減らされている。
PC9801版では本体のCPUが80286以上でないと動作しない。
FM TOWNS版では画面解像度がPC9801より大きいことを生かして大名家のデータを表示しており、武将たちのメッセージも難波圭一（歴史イベントの豊臣秀吉など）たちの音声入りとなっている。
Windows版、3DO版、PS版では、一部のBGMが削除されている。
またWindows版はコーエー定番シリーズも含めてWindows XPでの動作不能が公式に発表され、他の作品のようにXP対応版の発売も行われていない上に、互換モードなどでの（非公式の）動作方法も2008年現在発表されていない。そのためプレイにはWindows 2000以前の旧OS環境が必要になる。『「信長の野望」歴代タイトル全集』収録版では、最新のWindows 8に対応した。

### パワーアップキット
1993年9月発売。『信長の野望』シリーズでは初となるパワーアップキットだが、本作で単体発売されたのはPC-9801版のみである。Windows版では、『「信長の野望」歴代タイトル全集』のセット販売とSteam版で入手できる。
また、新シナリオのみ、FM TOWNS版では標準搭載、メガCD、3DO、PlayStation版ではシナリオ4のみ搭載されている。シナリオ0は信長元服前の時代を舞台としたシリーズ初のシナリオである。
主な特徴
- コンピュータの思考を強化。ニューラルネットワークだけでなく、従来のアルゴリズム思考も選べるようになった（『「信長の野望」歴代タイトル全集』では収録されず）。
- 新シナリオの追加。
- イベントの追加。
- 武将の能力編集が可能になった。
- 新武将登録が可能になった。

追加シナリオ
- シナリオ0 - 群雄割拠（1534年）
- シナリオ4 - 野望転生（1583年）

## 音楽
全曲菅野よう子が作曲。
ゲーム本編とは別個に評価されており、テレビ番組BGMなどで用いられることも多い。
サウンドトラック
- 信長の野望・覇王伝　KECH-1033
- 光栄オリジナルBGM集Vol.10 信長の野望・覇王伝/大航海時代II　KECH-1053（※スーパーファミコン音源をそのまま使用）

## 評価
スーパーファミコン版
ゲーム誌『ファミコン通信』の「クロスレビュー」では、7・5・6・5の合計23点（満40点）、『ファミリーコンピュータMagazine』の読者投票による「ゲーム通信簿」での評価は以下の通り、22.4点（満30点）となっている。
| 項目 | キャラクタ | 音楽 | お買得度 | 操作性 | 熱中度 | オリジナリティ | 総合 |
| 得点 | 3.9        | 3.7  | 3.1      | 3.8    | 4.2    | 3.8            | 22.4 |
メガドライブ版
- ゲーム誌『ファミコン通信』の「クロスレビュー」では、7・5・5・6の合計23点（満40点）、『メガドライブFAN』の読者投票による「ゲーム通信簿」での評価は以下の通り、19.9点（満30点）となっている。

| 項目 | キャラクタ | 音楽 | お買得度 | 操作性 | 熱中度 | オリジナリティ | 総合 |
| 得点 | 3.5        | 3.5  | 2.7      | 3.2    | 3.7    | 3.3            | 19.9 |
- ゲーム本『メガドライブ大全』（2004年、太田出版）では、一国一城制から国内に多数の城が配置されるようになった事で他国の攻略が難しくなった事、京都付近の国は城が多すぎて容易に攻略できなくなった事を否定的に評価した。その他「知恵が必要なゲームになっている」と指摘した上で籠城戦が永く続くため大変であると評価した。

メガCD版
- ゲーム誌『ファミコン通信』の「クロスレビュー」では、7・5・6・6の合計24点（満40点）、『メガドライブFAN』の読者投票による「ゲーム通信簿」での評価は以下の通り、22.5点（満30点）となっている。

| 項目 | キャラクタ | 音楽 | お買得度 | 操作性 | 熱中度 | オリジナリティ | 総合 |
| 得点 | 4.0        | 3.9  | 3.2      | 3.6    | 4.1    | 3.6            | 22.5 |
- ゲーム本『メガドライブ大全』（2004年、太田出版）では、菅野よう子による音楽を絶賛し、ゲームをプレイしなくてもCDプレイヤーでサウンドトラックとしても楽しめると称賛、さらに「陰雨簫々」が最も名曲であると指摘した。